# Dniprowka (Wassyliwka, Wodjane)
Dniprowka (ukrainisch Дніпровка; russisch Днепровка Dneprowka) ist ein Dorf im Westen der ukrainischen Oblast Saporischschja mit etwa 4000 Einwohnern (2004).
Das 1787 gegründete Dorf liegt 10 km südlich der Stadt Enerhodar an der Regionalstraße P–37 und an der Territorialstraße T–08–05, die nach 12 km in das, am Kachowkaer Stausee gelegene, Dorf Wodjane führt.
Das ehemalige Regionalzentrum Kamjanka-Dniprowska liegt 17 km nordwestlich und das Oblastzentrum Saporischschja 115 km nordöstlich von Dniprowka.
Am 13. Oktober 2016 wurde das Dorf ein Teil der neugegründeten Landgemeinde Wodjane, bis dahin bildete es zusammen mit dem beim Kernkraftwerk Saporischschja gelegenen Dorf Mitschurina (Мічуріна) die gleichnamige Landratsgemeinde Dniprowka (Водянська сільська рада/Wodjanska silska rada) im Norden des Rajons Kamjanka-Dniprowska.
Am 12. Juni 2020 kam noch das Dorf Stepowe sowie die Ansiedlung Sapowitne zum Gemeindegebiet.
Am 17. Juli 2020 kam es im Zuge einer großen Rajonsreform zum Anschluss des Rajonsgebietes an den Rajon Wassyliwka.